# Lerista connivens
Lerista connivens är en ödleart som beskrevs av  Storr 1971. Lerista connivens ingår i släktet Lerista och familjen skinkar. IUCN kategoriserar arten globalt som livskraftig. Inga underarter finns listade i Catalogue of Life.